# Anse Stravinsky
L'anse Stravinsky (en anglais Stravinsky Inlet) est une petite baie de glace s'étendant entre la péninsule Chostakovitch (en) et la péninsule Monteverdi (en), au sud de l'Île Alexandre-Ier en Antarctique.
Elle a été cartographiée par l'Overseas Surveys grâce à des images obtenues par satellite fournies par l'U.S. National Aeronautics et la Space Administration en coopération avec l'Institut d'études géologiques des États-Unis. Elle a été nommée par le UK Antarctic Place-Names Committee en hommage au compositeur Igor Stravinsky.